# Bakkens Oscar
Bakkens Oscar er en pris opkaldt efter "Bakkekongen" og teltholder Oscar Pettersson, som hvert år siden 1972 er blevet uddelt til "en person, som har udvist ganske særlig fantasi og initiativ til gavn og glæde for Dyrehavsbakken".

## Modtagere
- 1971: Oscar Pettersson, Teltholder
- 1972: Hugo Stefansen, Teltholder
- 1972: Chr. Rhedin, Teltholder
- 1973: Erico Lund, Pjerrot
- 1974: Dirch Passer, Skuespiller
- 1975: Bent Axel Hassebart, Teltholder
- 1976: Gurli Bang, Kunstner
- 1977: Uffe Hansen, Forfatter
- 1978: Bro Brille, Journalist
- 1979: Sejr Volmer-Sørensen, Tidl. Cirkusrevydirektør [3]
- 1980: Kurt 'Andy' Andersen, Teltholder
- 1981: A. Tage-Jensen, Skovridder
- 1982: Ib Eisner, Kunstmaler [4]
- 1983: Prins Henrik[5]
- 1984: Ingen
- 1985: Torben "Træsko" Pedersen, Teltholder
- 1986: Josva Christensen, Rutschebanebestyrer
- 1987: Hjørdis Andersen, Pressesekretær
- 1988: Lisbet Dahl, Skuespiller [5]
- 1989: Bjørn Wiinblad, Kunstner [6]
- 1990: Ib Groth Rasmussen, Pjerrot [7]
- 1991: Jeppe Eisner, Kunstmaler
- 1992: Tove Pedersen, Syngepige
- 1993: Grethe Sønck, Skuespiller [8]
- 1994: Georg Poulsen, Formand for Dansk Metal
- 1995: John Sigurdsson, Teltholder
- 1996: Jørgen de Mylius, Studievært
- 1997: Kai Aage Ørnskov, Borgmester
- 1998: Bent Klingenberg, Entreprenør
- 1999: Asger Hansen, Sygehusdirektør
- 2000: Dot Wesmann, Teltholder og Bakkesangerinde
- 2001: Ulf Pilgaard, Skuespiller [5]
- 2002: Alex Holm, Teltholder[9]
- 2003: Johnny Reimar, Entertainer [10][2]
- 2004: 'Lille Palle' Andersen Dahl, Entertainer
- 2005: Benny Schumann, Cirkusartist [11]
- 2006: Bjarne Lisby, Entertainer [5][12]
- 2007: Sigurd Barrett, Entertainer [5]
- 2008: Klaus Waage, Skovridder
- 2009: Flemming Barfod, Teltholder
- 2010: Viggo 'Fald-ned Viggo' Sørensen, Teltholder
- 2010: Helmuth 'Muddi' Thomas, Teltholder
- 2011: James Price, Komponist [13][2]
- 2012: Allan Mylius Thomsen, Byhistoriker og skribent [1]
- 2013: Lilian Matzen, Teltholder
- 2014: Lise Nørgaard, Forfatter[2][14]
- 2015: Korsbæk v/fam. Pedersen, Teltholder
- 2016: Jørn Sigurdsson, Teltholder
- 2017: Sofia Osmani, Borgmester
- 2018: Kurt Flemming, Pjerrot
- 2019: Morten Eisner, Skuespiller & Gøgler
- 2020: Ingen (Corona)
- 2021: Ingen (Corona)
- 2022: Simon Pihl Sørensen, Kommunalbest. medl. (A), Lyngby-Taarbæk kommune
- 2023: Stephanie Dahl Bak, Teltholder
- 2024: Tina Grunwald, Bakkesangerinde